# Brateșu Vechi, Brăila
Brateșu Vechi este un sat în comuna Surdila-Greci din județul Brăila, Muntenia, România.